# Juan Vidal de Llobatera
Juan Vidal de Llobatera e Iglesias (Llagostera, 4 de mayo de 1840-Santa Coloma de Farnés, 10 de diciembre de 1909) fue un abogado, periodista y político español carlista.

## Biografía
Nació en Llagostera el 4 de mayo de 1840, hijo de Juan de Vidal de Llobatera y Reixach y de Antonia Iglesias y Matllo. El origen de su apellido es muy remoto, y sus antepasados habían ejercido importantes cargos al servicio de la Corona de Aragón durante la Edad Media.
Juan Vidal de Llobatera estudió las carreras de Leyes y de Administración, llegando a ser doctor en la primera y licenciado en la segunda. Se estableció en Barcelona, donde ejerció de abogado.
Después de la Revolución de 1868 hizo propaganda del carlismo en los periódicos y en otros escritos sueltos. Elegido por la junta provincial católico-monárquica de Gerona para dirigir la constitución de la junta local de Llagostera, abandonó sus tareas y su profesión en Barcelona para dedicarse a la política. En la plaza pública de su villa natal, de mayoría republicana, llegó a sostener en una ocasión una polémica durante cuatro horas con un propagandista republicano ante los habitantes de la villa, y fue obsequiado por los concurrentes, incluso por sus enemigos políticos. Donde generalmente exponía sus ideas era al Ateneo católico-monárquico de Barcelona.
Cuando recibió la investidura de doctor, suprimido el juramento por la legislación del Sexenio Revolucionario, hizo pública protesta de fe católica jurando «por Dios Trino y Uno, por la Santísima Virgen Maria y por los santos evangelios, guardar, defender y observar toda su vida la religión católica», y esta declaración tan espontánea cómo solemne fue objeto de entusiastas elogios, que aparecieron en muchos periódicos de Madrid y provincias.
En las elecciones de 1871 fue elegido diputado a Cortes por el distrito de Torroella de Montgrí. En el Congreso de los Diputados defendió la monarquía católica tradicional española y los derechos a la misma de Carlos de Borbón y Austria-Este. Poco antes de la tercera guerra carlista, dirigió en Barcelona los periódicos carlistas El Honor Catalán y su sucesor El Estandarte Católico.

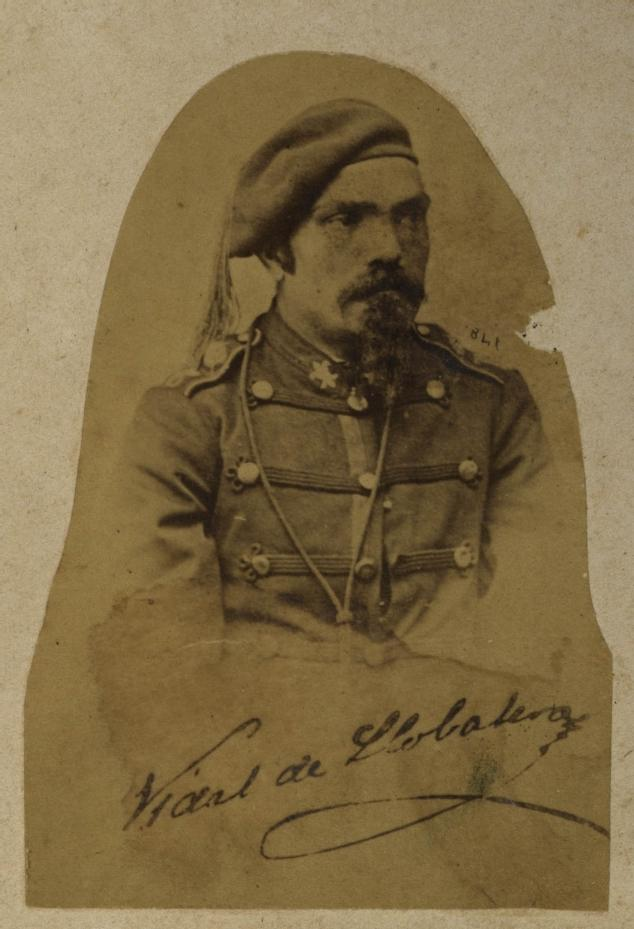
Juan de Vidal de Llobatera retratado con su uniforme militar carlista.

Participó después en la guerra como secretario de órdenes del general Francisco Savalls, formando parte de su Estado Mayor. Más adelante actuó como auditor del Ejército Real de Cataluña.
Durante este periodo dirigió un periódico carlista que se publicaba en Cataluña en la zona de guerra titulado El Estandarte Católico-Monárquico. Se imprimió entre diciembre de 1873 y noviembre de 1874 primero en Prats de Llusanés y luego en Vidrá. El 4 de mayo de 1874 Vidal de Llobatera publicó un artículo de adhesión a la figura de Alfonso de Borbón y Austria-Este, hermano de Don Carlos, y a su mujer, que, según las memorias de María de las Nieves de Braganza (en su tercer volumen inédito), se necesitaba gran valor para publicarlo, pues se sabía que no sería del gusto de Savalls, quien quedaba exclusivamente al mando en Cataluña, ya que los ejércitos carlistas dirigidos por Don Alfonso se disponían a cruzar el Ebro. Ese mismo mes Vidal de Llobatera recibió de Don Alfonso la orden de trasladar la imprenta del periódico a Vistabella del Maestrazgo. El traslado se acabaría llevando a cabo, pero el periódico no volvería a imprimirse. En diciembre Rafael Tristany mandaría la publicación de un nuevo periódico en la parte de Cataluña aún controlada por los carlistas titulado Boletín Oficial del Principado de Cataluña.
Acabada la contienda, Juan Vidal de Llobatera se trasladó a Gerona, donde ejerció de abogado durante más de tres décadas, hasta 1907. Durante algunos años fue magistrado suplente de la audiencia provincial.
Según recogió la prensa, en 1888 habría dirigido en Gerona un nuevo periódico fiel a Don Carlos. Junto con otros veteranos carlistas, colaboró en la revista político-militar El Estandarte Real (1889-1892), que dirigía Francisco de Paula Oller.
Murió en diciembre de 1909 en Santa Coloma de Farnés, donde se había establecido después de su jubilación. Su mujer, Mercedes Clarella y Alibés, recibió el pésame de los infantes Alfonso de Borbón y Austria-Este y María de las Nieves de Braganza.
Su hermano, Antonio Vidal de Llobatera e Iglesias, fue abuelo del político catalanista Pelayo Vidal de Llobatera y Lliurella y tatarabuelo del exalcalde de Barcelona Xavier Trias y Vidal de Llobatera.